# Glacis-Galerie
Die Glacis-Galerie ist ein Einkaufszentrum in Neu-Ulm.

## Übersicht

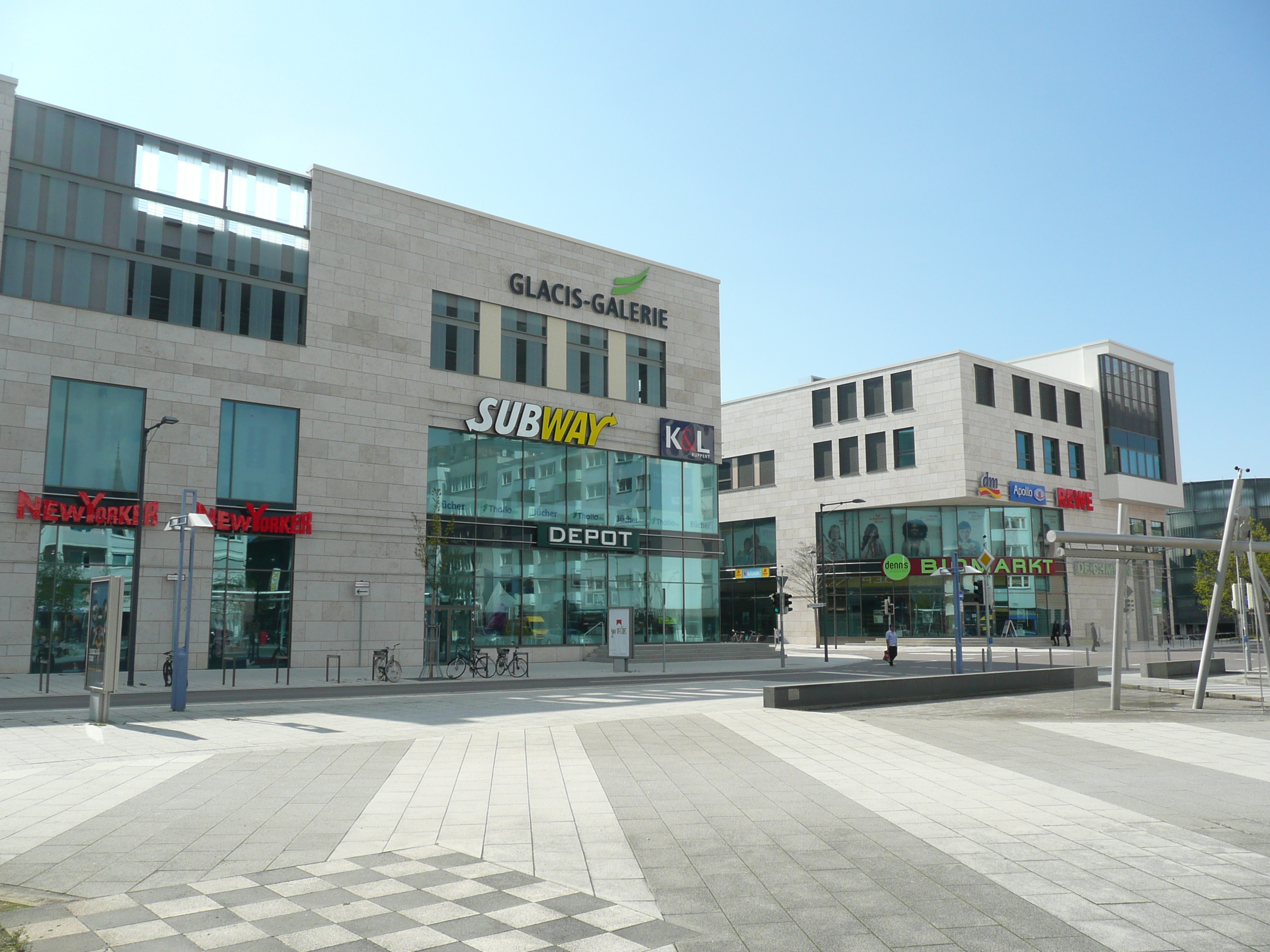
Stadtwertige Seite der Glacis-Galerie mit dem neu gestalteten Heiner-Metzger-Platz

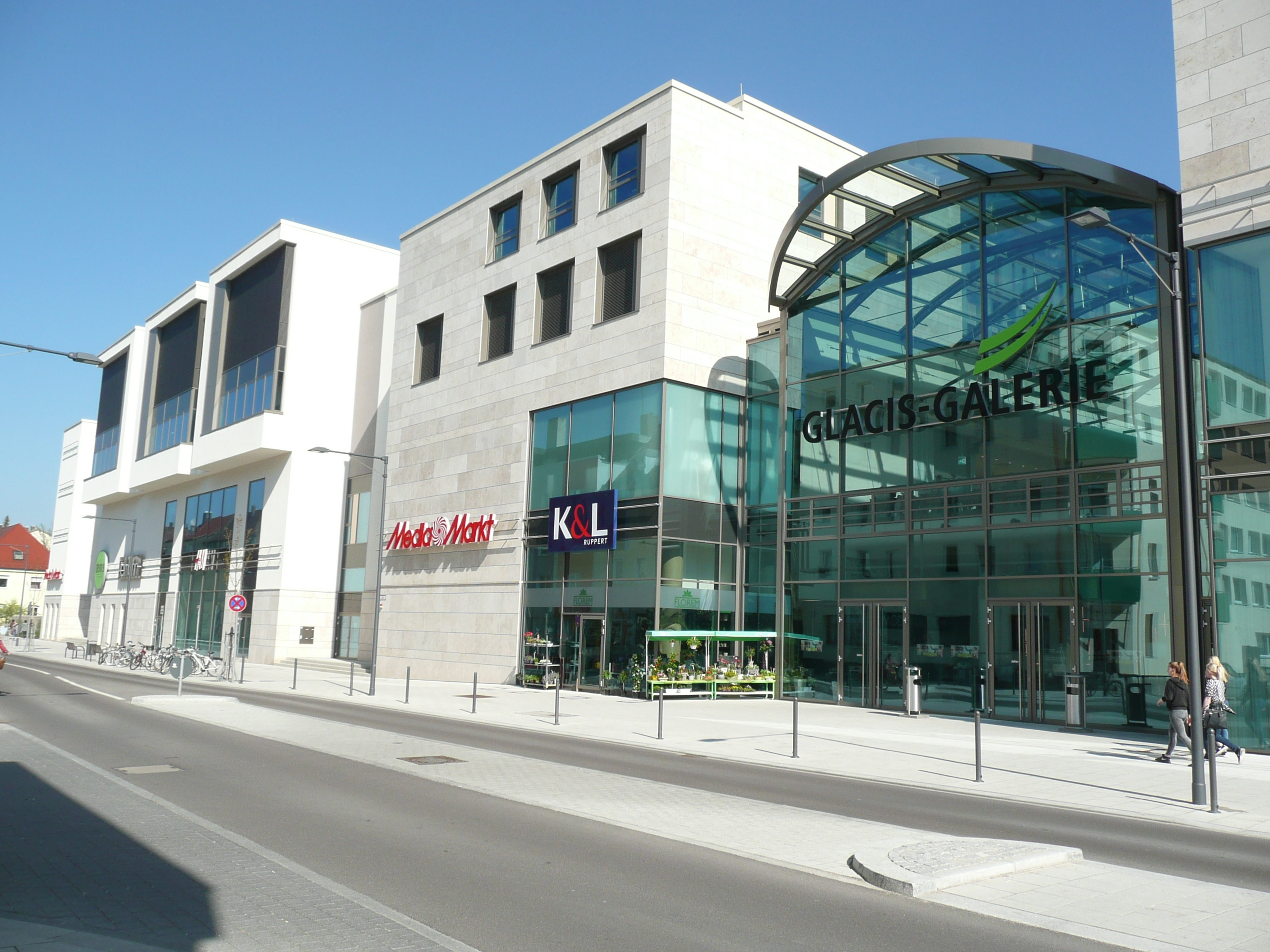
Glacis-Galerie Eingang Maximilianstraße

Baubeginn war am 30. April 2013, die Eröffnung fand am 19. März 2015 statt.
Ermöglicht wurde das Projekt durch Procom und durch das Bahnprojekt Neu-Ulm 21. Das Blautal-Center in Ulm stellt zurzeit die größte Konkurrenz dar, welches im Jahr 2015 für rund 15 Millionen umgebaut wurde. Mit dem Einkaufszentrum wurde die „Grüne Brücke“ (Rad- und Fußweg vom Donauufer durchs Vorfeld ins Wiley) überbaut. Durch einen städtebaulichen Vertrag mit der Stadt Neu-Ulm wurde deshalb eine Durchquerungsmöglichkeit für Fußgänger und Fahrräder werktags von 5 Uhr bis 23 Uhr sowie an Sonn- und Feiertagen von 10 Uhr bis 18 Uhr vereinbart. Fahrräder dürfen jedoch laut Hausordnung nicht gefahren oder geschoben werden, sondern müssen durchs Einkaufszentrum getragen werden. Im Oktober 2015 verkaufte Investor Procom die Glacis-Galerie mit etwa 11,5 Prozent Gewinn für 145 Millionen Euro an das Immobilien-Verwaltungsunternehmen CBRE Global Investors.

## Geschäfte
Das größte Geschäft mit insgesamt 4.500 Quadratmetern ist Media Markt. Damit hat der Elektronikriese seinen vorherigen Standort in der Otto-Hahn-Straße aufgegeben. Auch der Lebensmittelhändler Rewe ist in die Glacis-Galerie auf 3.300 Quadratmeter eingezogen. Außerdem gibt es viele Bekleidungsgeschäfte, unter anderem C&A, Zara, H&M und New Yorker. Hinzu kommen der Sportausstatter Ochsner Sport, eine dm-Drogerie, drei Optiker, die Buchhandlung Thalia, mehrere Schuhgeschäfte und Friseure sowie ein Eiscafé, die Fast-Food Kette Subway und andere Restaurants. Insgesamt finden rund 100 neue Geschäfte Platz unter dem Dach des Einkaufs-Etablissements in der Stadtmitte Neu-Ulm. Aktuell (Frühjahr 2017) stehen jedoch auch 10 Ladenflächen mit insgesamt 1600 Quadratmetern Fläche leer, die seit der Eröffnung noch nicht vermietet wurden.

## Lage

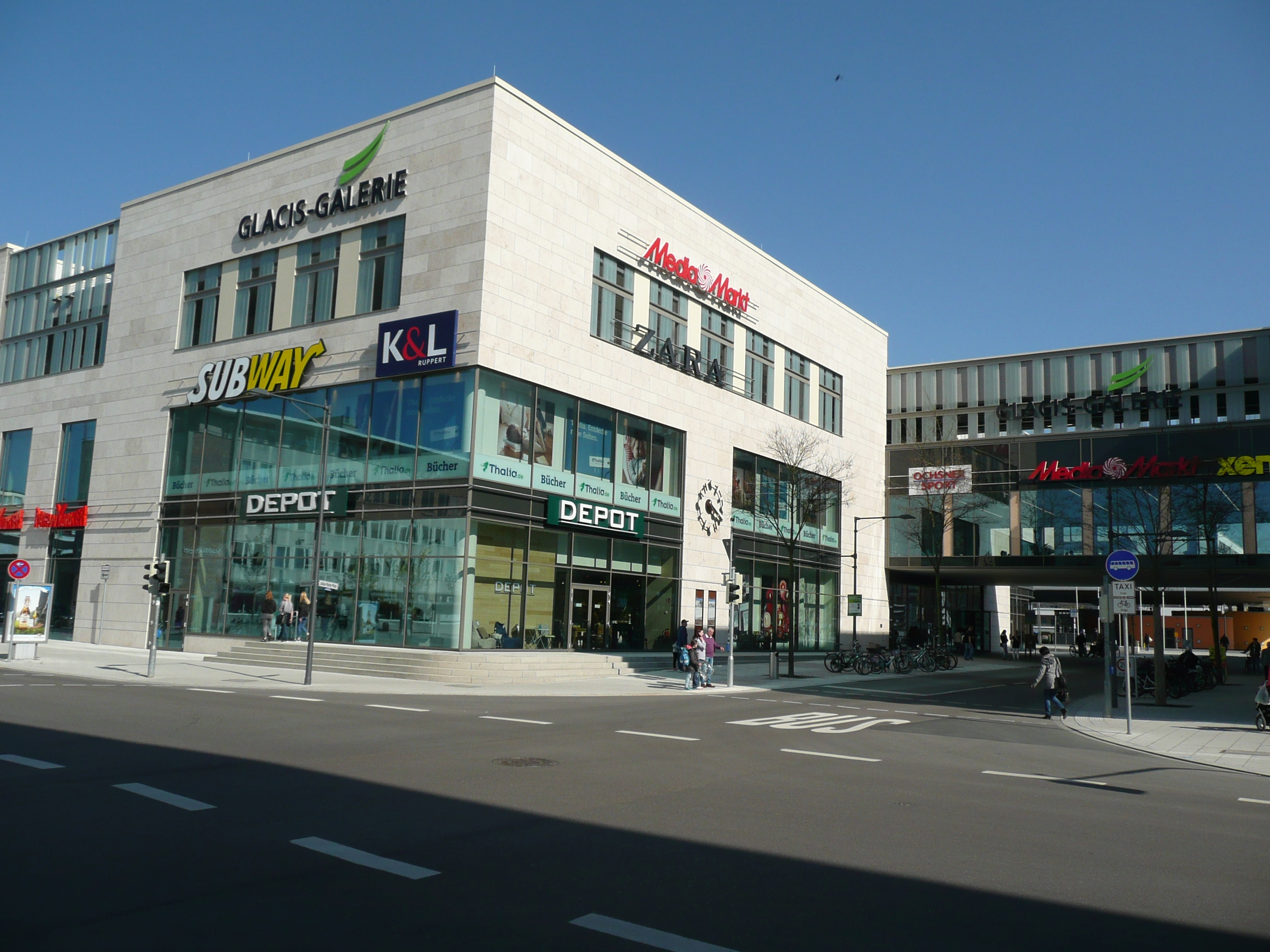
ÖPNV-Durchfahrt der Glacis-Galerie zum Bahnhof Neu-Ulm sowie zum Zentralen Umsteigepunkt (ZUP)

Das Einkaufszentrum befindet sich unmittelbar neben dem Neu-Ulmer Bahnhof, der mit dem Bahnprojekt Neu-Ulm 21 tiefergelegt und Ende 2007 fertiggestellt wurde. Auch der „Zentraler Umsteigepunkt (ZUP)“ genannte Busbahnhof liegt dort. Zwei Kilometer weiter befindet sich der Ulmer Hauptbahnhof. Nur wenige Fußschritte entfernt liegen die Stadtmitte sowie das Rathaus Neu-Ulm. Knapp zehn Minuten braucht man, die Donau zu überqueren und die baden-württembergische Nachbarstadt Ulm zu erreichen.

## Kritik
Nach Meinung von Einzelhändlern im Industriegebiet an der Otto-Hahn-Straße wird die Glacis-Galerie bestehenden Geschäften in der Stadtmitte Neu-Ulms die Kunden nehmen. Besonders schwer wird es das Mutschler-Center mit dem derzeit größten Mieter Kaufland und weiteren wenigen und kleinen Geschäften treffen, welchen die Kunden vertrieben werden könnten. Jedoch könnte dieses Problem erst gar nicht auftreten, da der Bopfinger Möbelhändler Möbel Mahler das Mutschler-Center gekauft hat und die ganze Verkaufsfläche für sich selber nutzen will. Somit könnten Geschäfte aus dem ehemaligen Mutschler-Center in die Glacis-Galerie umziehen.
Neben Media Markt gibt es an der und um die Otto-Hahn-Straße das Schuhgeschäft Siemes Schuhcenter, McDonald’s, Dehner, den Getränkemarkt Göbel im ehemaligen Schleckerland und C+C Schaper. Diese Geschäfte im Industriegebiet sind durch die Glacis-Galerie gefährdet, weil der Kundenmagnet von Media Markt kommt. Alle Kunden würden dann nur noch im Glacis-Galerie einkaufen.
Es gibt in der Nachbarstadt Ulm das Blautal-Center und die Fußgängerzone in der Stadtmitte, außerdem ist nahe der Stadtmitte noch das Einkaufszentrum Sedelhöfe geplant (Eröffnung voraussichtlich 2018–2019). Auch in der nahegelegenen Stadt Senden gibt es ein Einkaufszentrum. Diese Einkaufszentren bieten schon das Angebot der Glacis-Galerie, wobei Procom-Vertreter Samland versprach, dass etwas Einzigartiges in der Glacis-Galerie Platz finden soll.
Die Bewohner der Bahnhofstraße beschweren sich über den möglichen Lärm und den Gestank der Abluftanlage auf dem 26 Meter hohen Einkaufszentrum. Die sogenannten Skyboxen sollen dreimal auf dem Dach verteilt platziert werden, jedoch verlangen die Anwohner, dass sie weiter südlich platziert werden sollen. Daraufhin hat Procom beschlossen, die Abluftanlage zu dämmen. Ein weiteres Hindernis ist ein gelbes Haus an der Bahnhofstraße, das laut Plan weichen sollte, jedoch konnte sich Investor Procom nicht mit den Anwohner einigen und musste den Plan erneut ändern. Der Stadtrat entschied am 10. Oktober 2012 über die neue Fassung und stimmte dieser zu. Nachdem weitere Anwohner der Bahnhofstraße wegen der möglichen Erkrankungen durch die Abluftanlage klagten, einigten sich Procom und die Anwohner durch eine stillschweigende Entschädigung. Durch die Verzögerung der Verhandlungen musste auch im Jahr 2013 der Baubeginn erneut verschoben werden.
Im Rahmen der 2016 durchgeführten Umfrage Shoppingcenter Performance Report erreichte die Glacis-Galerie mit der Note 4,50 den drittletzten von 269 Plätzen. Im Rahmen dieser Umfrage wurden deutschlandweit die Händler in großen Einkaufszentren befragt, wie sie ihre Wirtschaftskraft vor Ort einschätzen. Hauptkritikpunkt war dabei die starke Konkurrenz der nahen Ulmer Innenstadt. Zwar sei die Glacis-Galerie relativ stark frequentiert, viele Besucher würden jedoch nur durchs Center schlendern und nicht einkaufen. Der Betreiber ECE reagierte auf dieses Ergebnis bereits einige Wochen vor dessen Veröffentlichung aufgrund der schlechten Stimmung vor Ort und stellte einen neuen Center-Manager ein, den inzwischen dritten seit der Eröffnung anderthalb Jahre zuvor. Zudem wolle man die Aufenthaltsqualität im Center sowie die generelle Attraktivität erhöhen, mehr Sitzmöglichkeiten schaffen, die manuellen Eingangstüren durch automatische Schiebetüren ersetzen und den Leerstand verringern. Mit mehr Geld für Werbung und Aktionen sollen außerdem zusätzliche Kunden angelockt werden, um die Glacis-Galerie besser in der Stadt zu etablieren.
Bis ins Frühjahr 2017 wurde ein Großteil dieser Vorhaben umgesetzt: Insgesamt wurden 38 neue Sitzmöglichkeiten, 80 Pflanzenkübel aufgestellt und die Türen ausgetauscht. Darüber hinaus sollen der Handyempfang und die Orientierungsmöglichkeiten im Parkhaus verbessert werden, um die Aufenthaltsqualität weiter zu erhöhen. In einer Umfrage unter 525 Kunden vergaben mehr als zwei Drittel der Befragten die Note 2 oder besser für die Glacis-Galerie. Das schlechte Abschneiden in der Händlerumfrage vom zurückliegenden Herbst schreckt neue Mieter nach Angaben des Centermanagements jedoch vorläufig ab, weshalb man mittels Fotomotiven an den unvermieteten Ladenfassaden das Center stärker in soziale Netzwerke bringen möchte.

## Anbindung
Durch den benachbarten Bahnhof Neu-Ulm und den zentralen Umsteigepunkt (ZUP) ist die Glacis-Galerie im ÖPNV optimal angebunden. Die Bundesstraße 10, welche an der Kreuzung Reuttier Straße umgebaut wurde, um dem gesteigerten Verkehrsaufkommen standzuhalten, sowie die Bundesstraßen 28, 30 und die weiter entfernten Autobahnen 7 und 8 sorgen für eine sehr gute Anbindung ans Straßennetz.

## Trivia
Seit Sommer 2016 stellt die Glacis-Galerie 240 Stellflächen ihres Parkhauses für Dauerparker und Berufspendler zur Verfügung. Dies geht auf eine Vereinbarung zwischen der Stadt Neu-Ulm und dem Einkaufszentrum zurück, die nach Schließung des benachbarten Parkhauses am Bahnhof Neu-Ulm getroffen wurde. Die Glacis-Galerie hat dafür die Öffnungszeiten ihres Parkhauses von Montag bis Samstag auf 6:30 bis 20:30 Uhr ausgedehnt.